# Constanci d'Usès
Constanci o Constantí fou el primer bisbe d'Uzès que va exercir des de vers el 419 a la seva mort el 462. Apareix el 419 esmentat en una carta del papa Bonifaci I. El 440 fou enviat a Roma per Hilari d'Arle per portar unes memòries al papa Lleó I. Aquest papa li va escriure una carta el 450. Va assistir al concili d'Arle del 454 i al concili d'Arle del 462. En una carta datada el 462 el papa Hilari I l'esmenta com el seu primat després del concili de Roma. Després d'aquest bisbe apareix (533) Rorici d'Usès.